# 次原子粒子

氦原子（示意圖）
兩個質子（紅色），兩個中子（綠色）和兩個電子（黃色）。

次原子粒子，或稱次原子粒子。是指比原子還小的粒子。例如：電子、中子、質子、介子、夸克、膠子、光子、玻色子、重力子。

## 分類

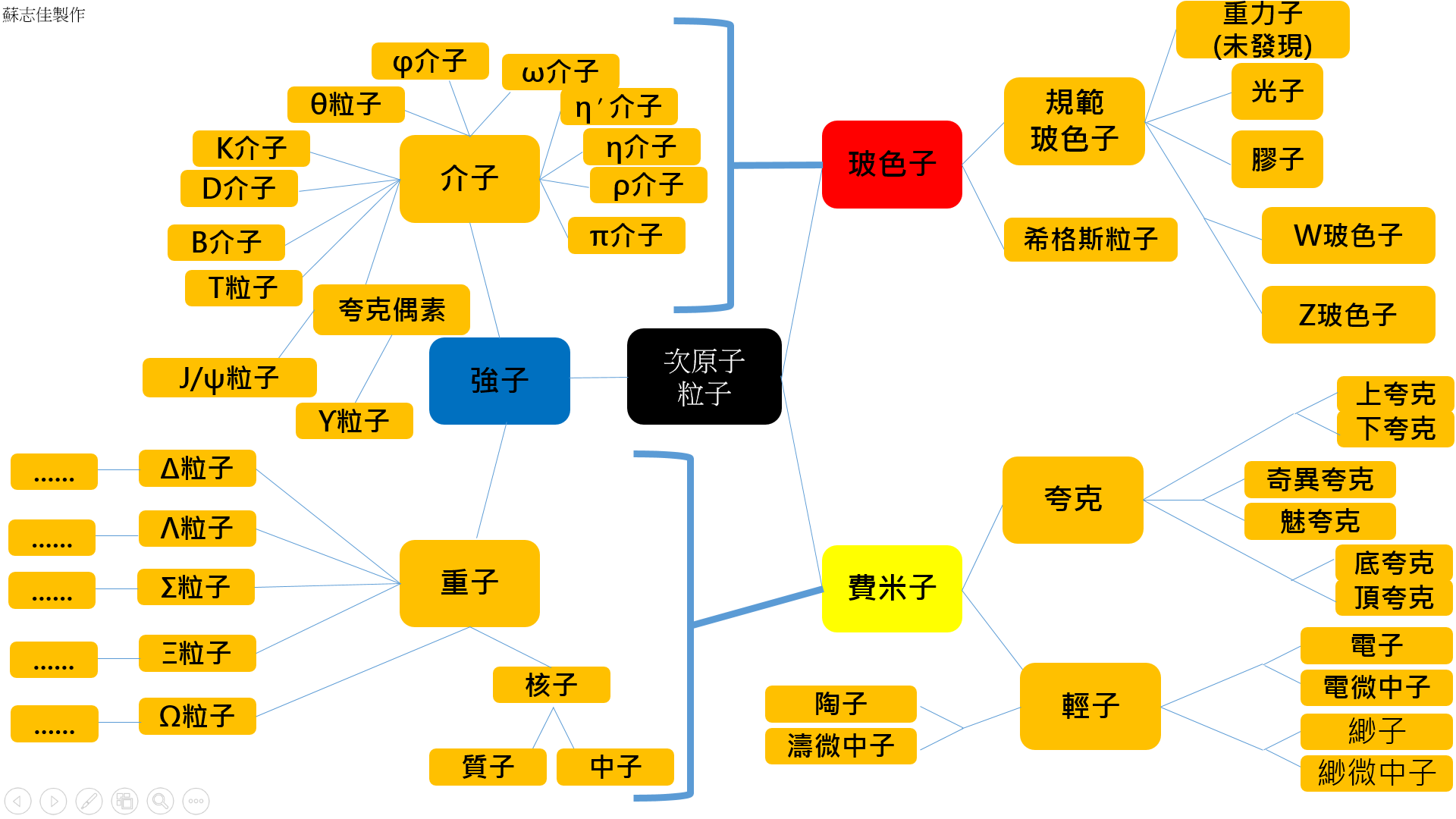
右半部為基本粒子,左半部為複合粒子。介子屬於玻色子,強子屬於費米子。

亚原子粒子，按照参与基本相互作用的性质可以分为：
- 强子 - 直接参與强相互作用的粒子，按照自旋量子数和重子数又可分为：
  - 介子 - 自旋量子数为整数（0，1，2 ……）、重子数为0的强子
  - 重子 - 自旋量子数为半奇数（1/2，3/2，5/2 ……）、重子数为+1或者-1的强子
- 轻子 - 不直接参與强相互作用的粒子
- 规范玻色子 - 传递基本相互作用的媒介粒子

以及：一个不属于规范玻色子的玻色子——希格斯粒子
按照自旋量子数可以归入：
- 玻色子 - 自旋为整数（0，1，2 ……）的粒子
- 费米子 - 自旋为半奇数（1/2，3/2，5/2 ……）的粒子

按照衰变的性质可以分为：
- 稳定粒子 - 不能通过强相互作用衰变的粒子
- 共振态 - 可以通过强相互作用衰变的粒子

按照组成可以分为：
- 基本粒子
- 复合粒子